# Israëlische oorlogsmisdaden
Israëlische oorlogsmisdaden zijn schendingen van het internationaal strafrecht, waaronder oorlogsmisdaden, misdaden tegen de menselijkheid en de misdaad van genocide, die het Israëlische leger heeft gepleegd of waarvan dit wordt beschuldigd ze te hebben gepleegd sinds de oprichting van Israël in 1948. Deze omvatten moord, het opzettelijk aanvallen van burgers, het doden van krijgsgevangenen en overgegeven strijders, willekeurige aanvallen, collectieve bestraffing, uithongering, het gebruik van menselijke schilden, seksueel geweld en verkrachting, marteling, plundering, gedwongen overplaatsing, schending van medische neutraliteit, het aanvallen van journalisten, het aanvallen van burgers en beschermde objecten, moedwillige vernieling, aanzetten tot genocide en genocide.

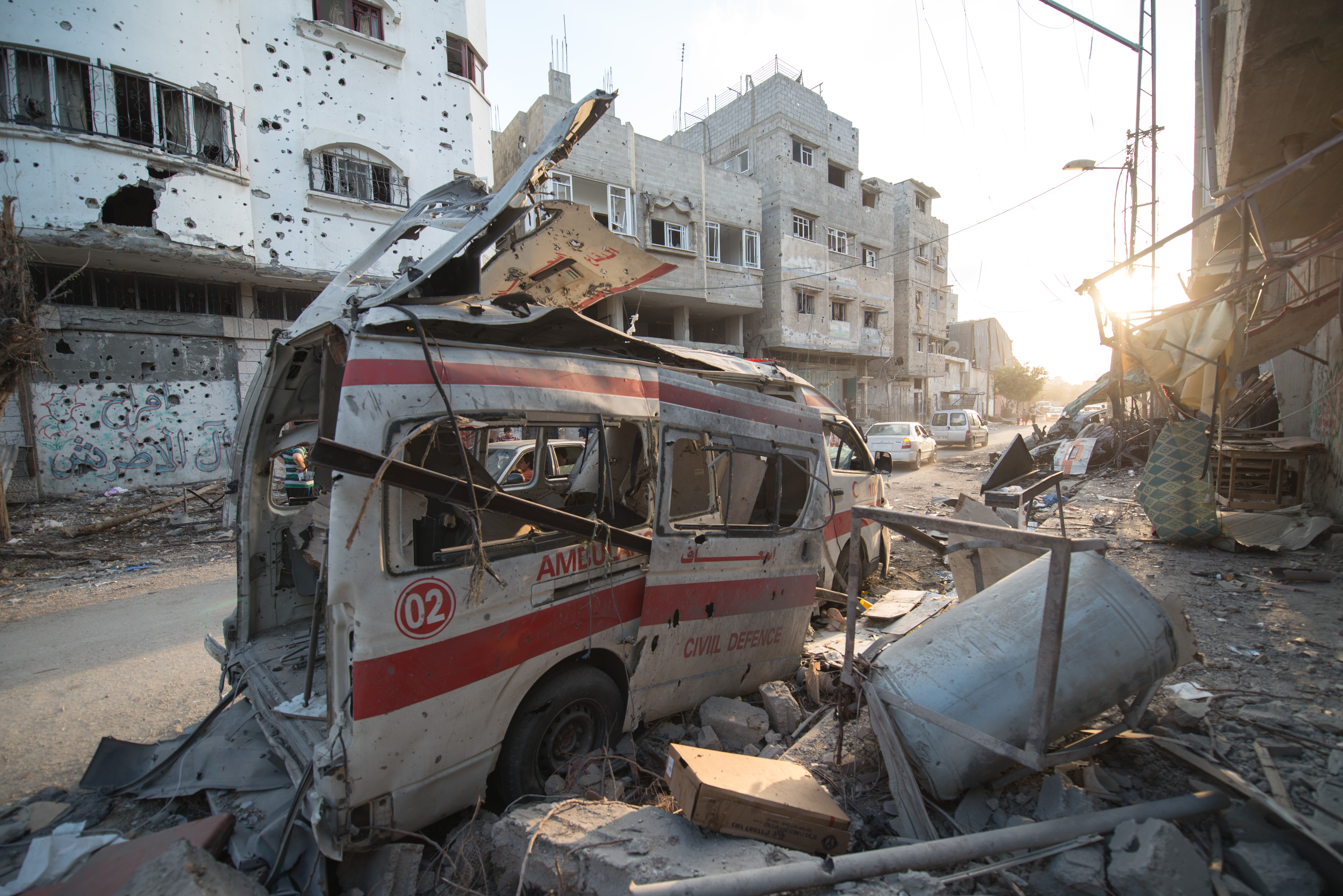
Ambulance vernietigd in de wijk Shuja'iyya in Gaza-stad tijdens de Gaza-oorlog van 2014

## Arabisch-Israëlische Oorlog van 1948
Tijdens de oorlog van 1948 vonden er tussen de 10 en 70 bloedbaden plaats. Volgens Benny Morris doodden de Yishuv (of later Israëlische) soldaten ongeveer 800 Arabische burgers en krijgsgevangenen in 24 bloedbaden. Aryeh Yizthaki noemt 10 grote bloedbaden met elk meer dan 50 slachtoffers. De Palestijnse onderzoeker Salman Abu-Sitta noemt 33 bloedbaden, waarvan de helft plaatsvond tijdens de periode van de burgeroorlog. Saleh Abdel Jawad noemt 68 dorpen waar het willekeurige doden van gevangenen en burgers plaatsvond terwijl er geen bedreiging vormde voor Yishuv of Israëlische soldaten.

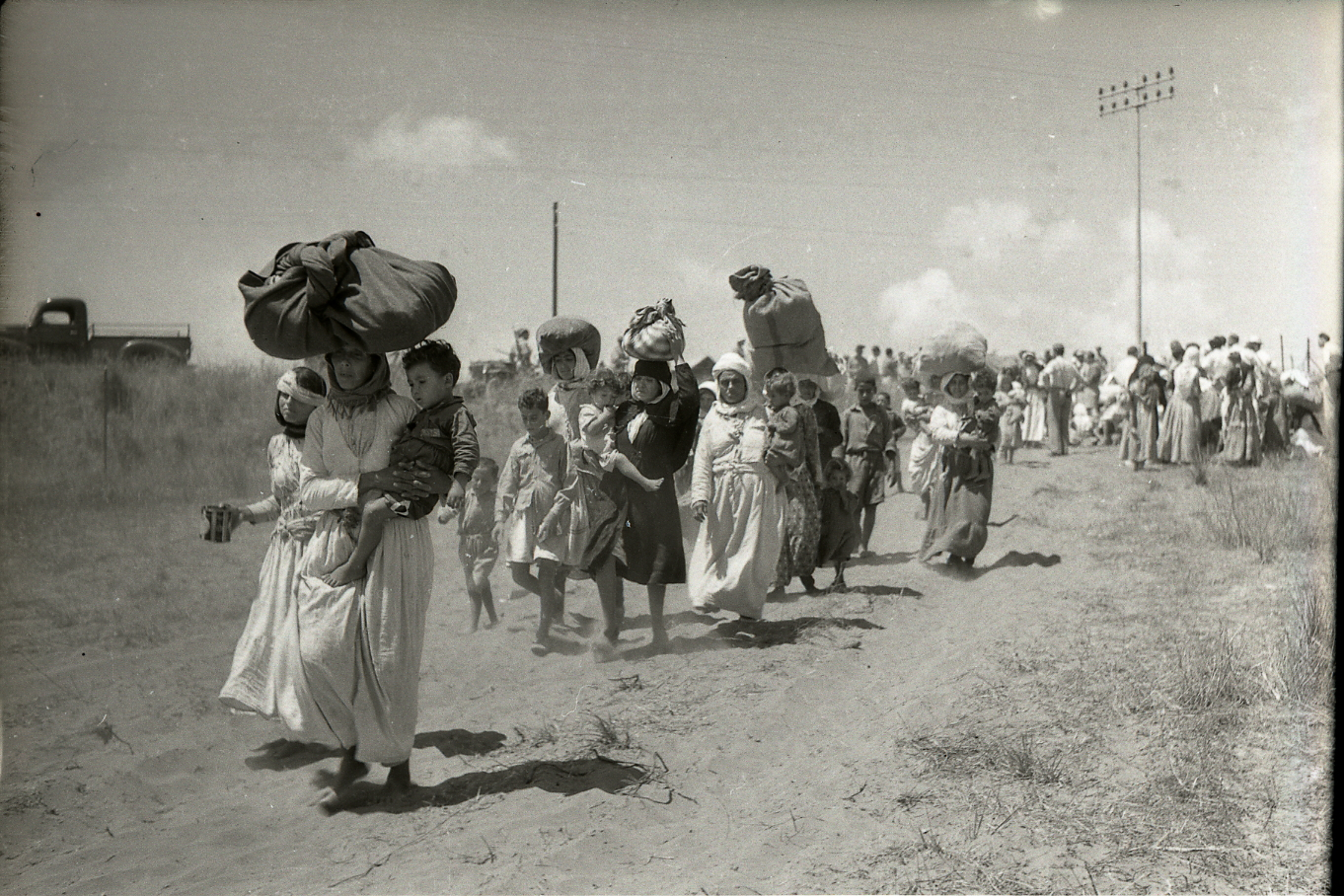
Juni 1948 verdrijving van Palestijnse dorpelingen uit Tantura, na het bloedbad in Tantura

Volgens Rosemarie Esber bevestigen zowel Israëlische archieven als Palestijnse getuigenissen dat er in talloze Arabische dorpen moordpartijen hebben plaatsgevonden. De meeste van deze moordpartijen vonden plaats toen dorpen werden overspoeld en veroverd tijdens de tweede fase van de Burgeroorlog, Operatie Dani, Operatie Hiram en Operatie Yoav. Morris zei dat de "ergste gevallen" het bloedbad van Saliha waren met 60 tot 70 doden, het bloedbad van Deir Yassin met ongeveer 112, het bloedbad van Lydda met ongeveer 250 en het bloedbad van Abu Shusha met 60-70. In Al-Dawayima variëren de berichten over het dodental. Saleh Abd al-Jawad meldt 100-200 slachtoffers, Morris schat "honderden" en meldt ook het IDF-onderzoek dat concludeerde dat er 100 dorpelingen waren gedood. David Ben-Gurion noemde het aantal van 70-80. Saleh Abd al-Jawad meldt op het mukhtar-verslag van het dorp dat 455 mensen vermist werden na het bloedbad van al-Dawayima, waaronder 170 vrouwen en kinderen.

## 1949–1955 interbellumperiode

### Beit Jala bloedbad
Op 6 januari 1952 voerden de Israëlische troepen een inval uit in het van Beit Jala in de westelijke Jordaanoever, toen onder Jordaanse controle, daar hadden ze drie huizen gesloopt met behulp van explosieven. Deze operatie resulteerde in de dood van zeven Palestijnse burgers, waaronder een 23-jarige man en zijn vrouw, evenals een moeder en haar vier kinderen tussen 6 en 14 jaar. De inval was naar verluidt een vergeldingsact voor de verkrachting en moord op een Israëlisch Joods meisje, Leah Feistinger, in Jeruzalem een maand eerder. Folders die ter plaatse waren achtergelaten, geschreven in het Arabisch, beweerden dat de aanval een "boete" was voor die misdaad, die verantwoordelijkheid toeschreef aan inwoners van Beit Jala. Organisatie van de Verenigde Naties voor Toezicht op het Bestand in Palestina (UNTSO) veroordeelde de inval als een ernstige inbreuk op de wapenstimulans van 1949, met de nadruk op het willekeurige karakter van de aanval en het richten op burgers.

### Bureij Camp bloedbad
In de nacht van 28 augustus 1953 voerden Ariel Sharon en zijn militaire eenheid 101 een bloedbad uit op het vluchtelingenkamp Bureij, waarbij minstens 20 burgers werden gedood. Volgens VN -functionarissen gooiden de Israëli's bommen door de ramen van hutten terwijl Palestijnse vluchtelingen sliepen en schoten op degenen die probeerden te vluchten. Het incident werd beschreven als een "verschrikkelijke zaak van opzettelijke massamoord" door de VN Mixed Armistice Commission, die werd opgezet om de wapenstilstand van 1948 te controleren.

### Qibya bloedbad
Op 14 oktober 1953 voerden Sharon en zijn troepen een bloedbad uit in het dorp Qibya, in de toen Jordanië gecontroleerde Westelijke Jordaanoever, waarbij 69 dorpelingen werden gedood, tweederde van hen vrouwen en kinderen. Daarnaast hebben ze vijfenveertig huizen, een school en een moskee vernietigd.  Ariel Sharon schreef in zijn dagboek dat "Qibya een voorbeeld voor iedereen zou worden", en dat hij "maximale moord en schade aan eigendommen" beval. Postoperationele rapporten spreken over het inbreken in huizen en het opruimen ervan met granaten en schoten. De aanval werd internationaal veroordeeld, waarbij de VN Mixed Armistice Commission het 'koudbloedige moord' noemde. Groot -Brittannië en de Verenigde Staten hebben ook de aanval aan de kaak gesteld, waarbij het Amerikaanse ministerie van Buitenlandse Zaken zei dat "degenen die verantwoordelijk zijn, ter verantwoording moeten worden geroepen." 

### Nahalin bloedbad
Op 28 maart 1954, rond middernacht, vielen Israëlische troepen het dorp Nahalin die door het Jordaanse leger werd geregeerd aan met mortieren, machinegeweren, granaten en brandbommen. Tussen de één en veertien burgers kwamen om het leven, waaronder minstens één vrouw, en tien tot achttien burgers raakten gewond, waaronder vrouwen en kinderen. Er werden explosieven geplaatst en tot ontploffing gebracht, waardoor huizen en de moskee in het dorp werden verwoest. De Jordaanse Nationale Garde en het Arabische Legioen onderschepten en gingen de strijd aan met de IDF, wat resulteerde in de dood van vijf leden van de Nationale Garde en drie legionairs.

## Suez-crisis
Tijdens de Suez-crisis in 1956 viel Israël het Sinaï-schiereiland en de Gazastrook binnen. Op 3 november viel het IDF Egyptische en Palestijnse troepen aan bij Khan Yunis. De stad Khan Yunis verzette zich tegen de inname en Israël reageerde met een bombardementscampagne die zware burgerslachtoffers veroorzaakte. Na een hevig gevecht en wat straatgevechten viel Khan Yunis in handen van de Israëliërs en tegen de middag van 3 november hadden de Israëliërs de controle over bijna de hele Gazastrook, waarbij ze naar schatting 4.000 Egyptische en Palestijnse soldaten en veel Palestijnse fedayeen gevangen werden. Tijdens de bezetting voerden Israëlische troepen bloedbaden en standrechtelijke executies uit, waarbij ongeveer 500 Palestijnse burgers werden gedood tijdens en na de verovering van Gaza.Als gevolg van de berichtgeving in de buitenlandse pers kwam er een einde aan de massamoorden in de Gazastrook, hoewel Israël standrechtelijke executies bleef uitvoeren. Het hoofd van de waarnemingsmissie van de Verenigde Naties interpreteerde deze acties als gericht op het ontdoen van de vluchtelingenbevolking van de Gazastrook.

## Zesdaagse Oorlog
Tijdens de Zesdaagse Oorlog in 1967 doodde de IDF zich overgevende Egyptische soldaten, Egyptische krijgsgevangenen en burgers.Gabby Bron, een journalist voor Yedioth Ahronoth, zei dat hij getuige was geweest van tien executies van Egyptische gevangenen die eerst gedwongen waren hun eigen graven te graven. Michael Bar-Zohar zei dat hij getuige was geweest van de moord op drie Egyptische krijgsgevangenen door een kok, en Meir Pa'il zei dat hij op de hoogte was van veel gevallen waarin soldaten krijgsgevangenen of Arabische burgers hadden gedood. De Israëlische historicus Uri Milstein verklaarde dat er in de oorlog van 1967 veel incidenten waren geweest waarin Egyptische soldaten werden gedood door Israëlische troepen nadat ze hun handen hadden opgeheven om zich over te geven. "Het was geen officieel beleid, maar er heerste een sfeer waarin het oké was om het te doen," zei Milstein. "Sommige commandanten besloten het te doen; anderen weigerden. Maar iedereen wist ervan." De Israëlische historicus en journalist Tom Segev citeert in zijn boek "1967" een soldaat die schreef: "Onze soldaten werden gestuurd om groepen vluchtende mannen te verkennen en ze neer te schieten. Dat was de opdracht, en dat gebeurde terwijl ze echt probeerden te ontsnappen. Als ze bewapend waren, werden ze neergeschoten. Er was geen andere optie. Je kon niet eens echt gevangenen nemen. En soms moest je mensen afmaken als ze op de grond lagen met hun hoofd op hun handen. Gewoon neerschieten."
In september 1995 meldde The New York Times dat de Egyptische regering twee ondiepe massagraven had ontdekt in de Sinaï bij El Arish, met daarin de stoffelijke resten van 30 tot 60 Egyptische burgers en militaire gevangenen die naar verluidt door Israëlische soldaten waren doodgeschoten tijdens de oorlog van 1967. Israël weigerde aanklachten in te dienen vanwege de verjaringstermijn van 20 jaar. De Israëlische ambassadeur in Caïro, David Sultan, vroeg om ontheven te worden van zijn post nadat het Egyptische dagblad Al Shaab zei dat hij persoonlijk verantwoordelijk was voor de moord op 100 Egyptische gevangenen, hoewel zowel de Israëlische ambassade als het ministerie van Buitenlandse Zaken de aanklacht ontkenden. Na zijn pensionering gaf brigadegeneraal-reserve Arieh Biroh in interviews toe 49 Egyptische krijgsgevangenen te hebben gedood in de Sinaï. In juni 2000 meldde de Egyptische krant Al-Wafd dat er een massagraf was ontdekt in Ras Sedr, met daarin de stoffelijke resten van 52 gevangenen die tijdens de oorlog door Israëlische parachutisten waren gedood. Het rapport zei dat sommige schedels kogelgaten hadden, wat duidde op executie. De eerste berichten in de Israëlische krant Haaretz werden gecensureerd.De New York Times meldde dat er in de oorlogen van 1967 en 1956 zo'n 300 ongewapende Egyptenaren werden gedood. De Israëlische militaire historicus Aryeh Yitzhaki schatte op basis van legerdocumenten dat Israëlische soldaten in de oorlog van 1967 ongeveer 1.000 Egyptenaren doodden nadat ze zich hadden overgegeven.
James Bamford, een auteur die uitgebreid de geschiedenis en de activiteiten van de National Security Agency heeft beschreven, veronderstelt dat massamoorden op burgers en gebonden gevangenen mogelijk hebben gediend als casus belli voor de Israëlische aanval op de USS Liberty. Bamford theoretiseert dat de Israëlische Defensiemacht bezorgd was dat de USS Liberty, een schip voor het verzamelen van signalen, mogelijk bewijs had verzameld van het bloedbad bij El Arish, en daarom werd aangevallen in een poging het bewijs te onderdrukken.

## Libanonoorlog van 1982
In 1982 viel Israël Libanon binnen om de Palestijnse Bevrijdingsorganisatie te verdrijven, en de IDF bezette Zuid-Libanon. Na de belegering van Beiroet onderhandelden de PLO-troepen en hun bondgenoten over doorgang uit Libanon met de hulp van de speciale gezant van de Verenigde Staten Philip Habib en de bescherming van internationale vredeshandhavers. Door de PLO te verdrijven, de Syrische invloed op Libanon te verwijderen en een pro-Israëlische christelijke regering te installeren onder leiding van president Bachir Gemayel, probeerde Israël een verdrag te ondertekenen waarvan de Israëlische premier Menachem Begin beloofde dat het Israël "veertig jaar vrede" zou geven. Na de moord op Gemayel in september werd de positie van Israël in Beiroet echter onhoudbaar en werd het ondertekenen van een vredesverdrag steeds onwaarschijnlijker. Verontwaardigd over de moord riepen falangisten op tot een wraakaanval.
Op 16 september gaf de IDF toestemming aan Libanese milities om de wijk Sabra in Beiroet en het aangrenzende vluchtelingenkamp Shatila binnen te gaan. Van ongeveer 18:00 uur op 16 september tot 08:00 uur op 18 september voerden de milities een bloedbad uit terwijl de IDF het Palestijnse kamp omsingelde.De IDF had de milities bevolen om de strijders van de PLO uit Sabra en Shatila te verwijderen als onderdeel van een grotere Israëlische manoeuvre in westelijk Beiroet. Terwijl het bloedbad zich ontvouwde, ontving de IDF berichten over wreedheden die werden begaan, maar ondernam geen actie om dit te stoppen. Israëlische troepen werden gestationeerd bij de uitgangen van het gebied om te voorkomen dat de bewoners van het kamp zouden vertrekken en, op verzoek van de milities, vuurden ze fakkels af om Sabra en Shatila de hele nacht te verlichten.Tussen de 460 en 3.500 burgers, voornamelijk Palestijnen en Libanese sjiieten, werden gedood bij het bloedbad. Veel van de slachtoffers werden gemarteld voordat ze werden gedood. Vrouwen werden verkracht en sommige slachtoffers werden levend gevild. Anderen kregen ledematen afgehakt met bijlen.
Op 16 december 1982 veroordeelde de Algemene Vergadering van de Verenigde Naties het bloedbad en verklaarde het tot een daad van genocide. In februari 1983 startte een onafhankelijke commissie onder voorzitterschap van de Ierse diplomaat Seán MacBride (de toenmalige assistent van de secretaris-generaal van de Verenigde Naties) een onderzoek naar het geweld en concludeerde dat de IDF, als voormalige bezettingsmacht over Sabra en Shatila, verantwoordelijk was voor het bloedbad door de militie. De commissie stelde ook dat het bloedbad een vorm van genocide was. Diezelfde maand lanceerde de Israëlische regering de Kahan-commissie om de oorzaak en omstandigheden van het bloedbad in Sabra en Shatila te onderzoeken, en concludeerde dat het Israëlische militaire personeel geen serieuze stappen had ondernomen om de moordpartijen te stoppen, ondanks dat ze op de hoogte waren van de acties van de militie. De Israëlische commissie oordeelde dat het Israëlische leger indirect verantwoordelijk was voor de gebeurtenissen en dwong de voormalige Israëlische minister van Defensie Ariel Sharon om af te treden van zijn positie ‘omdat hij het gevaar van bloedvergieten en wraak negeerde’ tijdens het bloedbad.

## Schendingen van het internationaal recht
Israël ratificeerde de Conventies van Genève op 6 juli 1951, en op 2 januari 2015 trad de staat Palestina toe tot het Statuut van Rome, waarmee het Internationaal Strafhof jurisdictie kreeg over oorlogsmisdaden die werden gepleegd in de Palestijnse gebieden. Mensenrechtenexperts betogen dat acties die door het IDF worden ondernomen tijdens gewapende conflicten in de bezette gebieden onder de noemer oorlogsmisdaden vallen. Speciale rapporteurs van de Verenigde Naties, organisaties zoals Human Rights Watch, Artsen zonder Grenzen, Amnesty International en mensenrechtenexperts hebben Israël beschuldigd van oorlogsmisdaden.
Sinds 2006 heeft de Mensenrechtenraad verschillende onderzoeksmissies opgedragen naar schendingen van het internationaal recht, waaronder oorlogsmisdaden, in de Palestijnse Gebieden, en in mei 2021 een permanent, doorlopend onderzoek ingesteld. Sinds 2021 voert het ICC een actief onderzoek uit naar Israëlische oorlogsmisdaden die in de Palestijnse Gebieden zijn gepleegd. Israël heeft geweigerd mee te werken aan de onderzoeken.
In december 2023 beriep Zuid-Afrika zich op het Genocideverdrag van 1948 en beschuldigde Israël van oorlogsmisdaden en daden van genocide gepleegd in de Palestijnse Gebieden en de Gazastrook. De zaak, bekend als Zuid-Afrika v. Israël, zou worden behandeld door het Internationaal Gerechtshof, en Zuid-Afrika presenteerde zijn zaak op 10 januari aan het hof. In maart 2024 oordeelde de speciale VN-rapporteur voor de situatie van de mensenrechten in de Palestijnse Gebieden dat er "redelijke gronden waren om aan te nemen dat de drempel die wees op het plegen" van daden van genocide was bereikt.